# ألبرت غارسيا
ألبرت غارسيا هو سياسي فلبيني، ولد في 1 فبراير 1970 في بالانغا في الفلبين. حزبياً، نشط في Kabalikat ng Malayang Pilipino ‏. وقد انتخب عضو مجلس النواب في الفلبين.